# Lena Chamamyan
Lena Chamamyan (en arabe : لينا شماميان, en arménien : Լենա Շամամյան) est une chanteuse syrienne d'origine arménienne, née à Damas le 27 juin 1980.

## Biographie
Lena Chamamyan est diplômée en 2002 de la faculté de commerce de l'Université de Damas. Elle intègre la même année l'Institut supérieur de musique de Damas.

## Discographie
1. Hal Asmar Ellon (2006)
2. Shamat (2007)
3. Cha'am (2007)
4. Yumma Lala (2007)
5. Lamma Bada Yatathanna (en) (2010)
6. Ala Mowj El-Bahr (2010)
7. Al Rozana (2010)
8. Ghazal El-Banat (2013)
9. Lawnan (2016)